# Chantal Han
Marie Antoinette Estrelle Chantal Han (* 26. Juli 1966 in Amsterdam) ist eine ehemalige niederländische Judoka. Sie war Weltmeisterschaftszweite 1984 und Europameisterin 1987.

## Sportliche Karriere
Die 1,68 m große Chantal Han startete bis 1985 im Halbmittelgewicht, der Gewichtsklasse bis 61 Kilogramm. 1982 gewann sie ihren ersten niederländischen Meistertitel, weitere folgten 1983 und 1984. Nachdem sie 1986 ins Mittelgewicht, die Gewichtsklasse bis 66 Kilogramm, gewechselt war, gewann sie in dieser Gewichtsklasse fünf weitere Meistertitel in den Jahren von 1987 bis 1991.
Bei den Europameisterschaften 1982 in Oslo erreichte sie das Finale und unterlag dann der Österreicherin Herta Reiter. Im gleichen Jahr erreichte sie das Viertelfinale bei den Weltmeisterschaften in Paris und belegte den siebten Platz. 1983 bei den Europameisterschaften in Genua unterlag sie im Kampf um eine Bronzemedaille Herta Reiter. Sie belegte den fünften Platz wie bei den Europameisterschaften 1984. Acht Monate später erreichte sie bei den Weltmeisterschaften in Wien das Finale und erhielt nach ihrer Niederlage gegen Natasha Hernández aus Venezuela die Silbermedaille. 
Ihren ersten großen Erfolg nach dem Wechsel der Gewichtsklasse erreichte sie mit dem Titelgewinn bei den Europameisterschaften 1987 in Paris. Sie bezwang im Halbfinale die Polin Jolanta Adamczyk und im Finale die Deutsche Karin Krüger. Bei den Weltmeisterschaften 1987 in Essen belegte sie den fünften Platz, nachdem sie im Kampf um Bronze gegen die Japanerin Hikari Sasaki verloren hatte. 1988 erreichte Chantal Han das Finale bei den Weltmeisterschaften der Studierenden und erhielt Silber hinter Irina Barabulkina aus der Sowjetunion.
1989 unterlag Chantal Han sowohl bei den Europameisterschaften in Helsinki als auch bei den Weltmeisterschaften in Belgrad der Französin Claire Lecat im Kampf um eine Bronzemedaille. Zwei Jahre später gewann sie bei den Europameisterschaften 1991 in Prag Bronze, neun Jahre nach ihrem ersten Medaillengewinn bei Europameisterschaften. Bei der olympischen Premiere des Frauenjudo 1992 in Barcelona unterlag Chantal Han in ihrem Auftaktkampf der Italienerin Emanuela Pierantozzi durch eine große Wertung (Waza-ari). In der Hoffnungsrunde schied sie in ihrem zweiten Kampf gegen Claire Lecat aus.